# Brazil labdarúgó-válogatott
A brazil labdarúgó-válogatott Brazília nemzeti labdarúgócsapata, amelyet a brazil labdarúgó-szövetség (portugálul: Confederação Brasileira de Futebol) irányít. A brazilok „seleção” néven tesznek említést a válogatottról, melynek jelentése „válogatás”, „választék”. A brazil labdarúgó-szövetséget 1914-ben alapították, és 1923-ban lett a Nemzetközi Labdarúgó-szövetség tagja. A futballról közmondássá vált: „Az angolok felfedezték, a brazilok pedig tökéletesítették.”[forrás?]
Brazília a labdarúgó-világbajnokságok történetének legsikeresebb válogatottja öt világbajnoki címmel. Az egyetlen csapat a világon, amely valamennyi világbajnokságon részt vett,[forrás?] és az első, amely ötször nyerte el a győztes címét (1958, 1962, 1970, 1994, 2002). Kétszer nyertek ezüstérmet (1950, 1998), és kétszer lettek harmadikok (1938, 1978). Mindemellett négyszer hódították el a konföderációs kupát, és kilencszeres Copa América-győztesek.

## A válogatott története

### Korai időszak (1914–57)

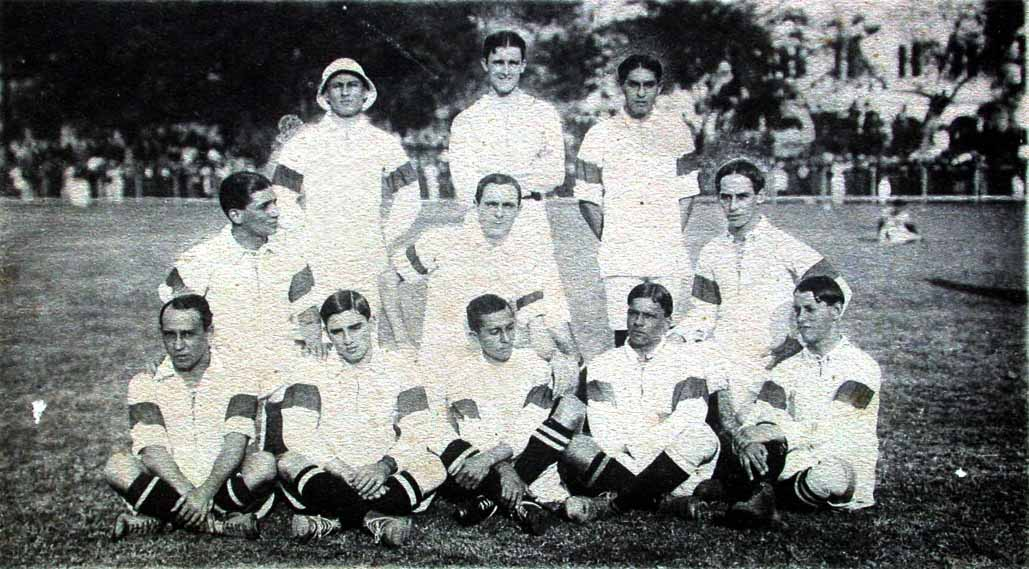
A legelső brazil válogatott 1914-ben.

A brazil nemzeti válogatott 1914-ben alakult meg Rio de Janeiro és São Paulo közreműködésével. Első mérkőzésüket az angol Exeter City klubcsapata ellen játszották, amit Oswaldo Gomes és Osman góljaival 2–0-ra megnyertek. A kezdeti időszakban nem szerepeltek túl jól, részben a viták miatt, ami a profi futball bevezetését övezte Brazíliában, amelyek abban is megakadályozták a Brazil labdarúgó-szövetséget (Confederação Brasileira de Futebol, CBF) hogy a legjobb összeállítású csapatot állítsa ki.
A São Paulo és Rio de Janeiro közti vita például azt eredményezte, hogy vagy az egyik, vagy a másik állam állíthatta ki a nemzeti csapatot. A nézeteltérések ellenére 1919-ben megnyerték a Brazíliában rendezett Dél-amerikai bajnokságot. 1922-ben ugyancsak hazai pályán ismét megnyerték a tornát.
Részt vettek a labdarúgás történetének első világbajnokságán, melynek Uruguay adott otthont 1930-ban. A csoportjukban a Jugoszlávia ellen elszenvedett 2–1-s vereség után 4–0-ra megverték Bolíviát, de mindez kevés volt a továbbjutáshoz. Az 1934-es világbajnokságon Spanyolországtól kaptak ki 3–1-re az első fordulóban. Az 1938-as vb-n Lengyelország és Csehszlovákia kiejtésével az elődöntőig jutottak, ahol a későbbi világbajnok Olaszország győzte le a brazilokat 2–1-re. A harmadik helyért rendezett mérkőzésen 4–2-re verték Svédországot, így megszerezték a bronzérmet. Leônidas da Silva 7 góljával a torna gólkirálya lett.
1949-ben harmadik Dél-amerikai címét is megszerezte a brazil válogatott. Egy évvel később 1950-ben Brazíliában rendezték világbajnokságot. Ez a vb különleges volt abból a szempontból, hogy nem volt döntő, hanem ehelyett négycsapatos körmérkőzést rendeztek. Az új szabály ellenére mégis a Brazília–Uruguay mérkőzés vált a nem hivatalos döntővé. A Rio de Janeiro-i Maracanã Stadionban rendezték 199 854 néző előtt. Brazíliának nem volt szüksége többre, mint egy döntetlen ahhoz, hogy világbajnok legyen, 1–0-s vezetés után mégis 1–2-re veszített; a meccset azóta Dél-Amerikában „Maracanazo” (Maracana-csapás) néven emlegetik, ami a brazil futball történetének egyik legszomorúbb napja volt.
A hazai pályán elveszített világbajnokság nemzeti katasztrófaként lett aposztrofálva. Ezután megváltoztatták a csapat mezének színeit. A balszerencsét hozó fehéret felváltotta a sárga és a kék szín. Az 1954-es világbajnokságon már az új mezösszeállításban szerepeltek. A negyeddöntőig jutottak, ahol a torna nagy esélyesétől Magyarországtól egy indulatoktól sem mentes mérkőzésen kaptak ki 4–2-re.

### Aranykorszak Pelével (1958–70)

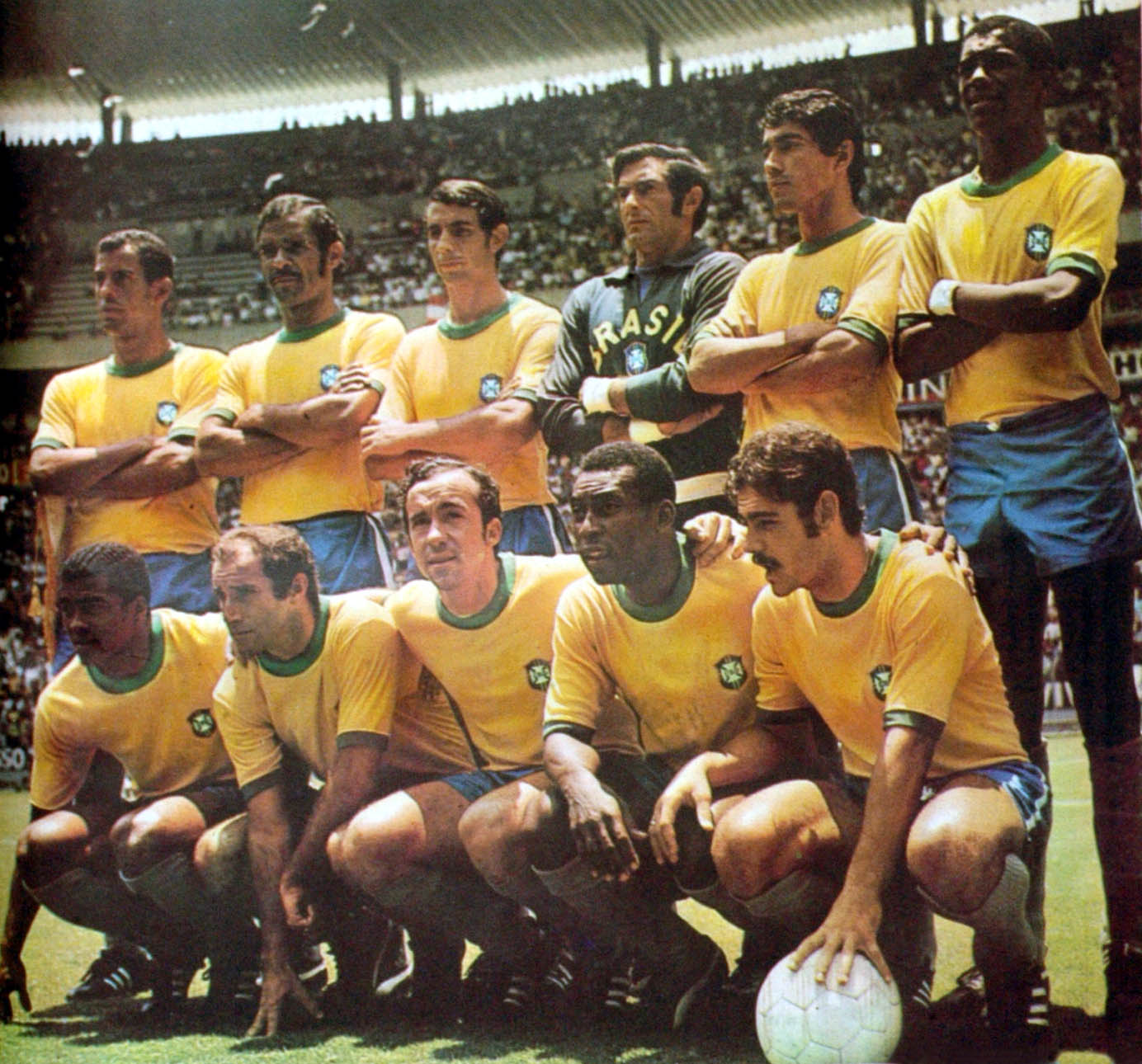
Az 1970-es vb-győztes brazil csapat, sokak szerint minden idők legnagyszerűbb válogatottja.

Az első aranyéremre 1958-ig kellett várni. Az akkor nagyon erősnek tekintett Szovjetunió, majd Wales és Franciaország legyőzése után, a mindössze 17 éves Pelé vezényletével játszó brazilok a döntőben 5–2-re győzték le a házigazda Svédországot. Ezzel Brazília lett az első olyan válogatott, amely saját kontinensén kívül rendezett világbajnokságot tudott nyerni.
Az 1962-es világbajnokság sztárjátékosa – különösen Pelé sérülése után – Garrincha, győztese pedig ismét Brazília lett. A döntőben Csehszlovákiát verték 3–1-re.
Az 1966-os vb-n a brazil csapat története legrosszabb teljesítményét nyújtotta, miután a felkészülést politikai befolyásolás és a brazil csapatok közti vetélkedés nehezítette a kerethelyekért. A felkészülési időszak utolsó hónapjaiban Vicente Feolának nem kevesebb, mint 46 játékossal kellett dolgoznia, pedig csak 22-t vihetett Angliába.
A következő, 1970-es Mexikóban rendezett világbajnokságon harmadik vb-címüket is megszerezték. A minden idők legjobbjának tekintett csapat állt össze. Ez volt Pelé utolsó vb-döntője, ebben a csapatban játszott Carlos Alberto, Jairzinho, Tostão, Gérson és Rivellino. Mind a hat mérkőzésüket megnyerték: Csehszlovákia, Anglia, Románia ellen a csoportkörben, Peru, Uruguay és Olaszország ellen az egyenes kieséses szakaszban győzedelmeskedtek. Miután harmadszor nyerte el, Brazília örökre megtarthatta a Jules Rimet kupát. (A trófeát azonban 1983-ban ellopták, és sohasem került elő.)

### Sikertelen évek (1971–93)
Az 1970-es vb után után Pelé és további nagynevű játékosok visszavonultak a válogatottságtól. Az 1974-es világbajnokságon a Hollandia elleni 2–0-s vereség azt jelentette, hogy lemaradtak a döntőről. A bronzmérkőzésen Lengyelországtól kaptak ki 1–0-ra, így a negyedik helyen végeztek.
Az 1978-as világbajnokság második csoportkörében Lengyelországot 3–1-re megverték, ennek eredményeként +5-s gólaránnyal álltak. A házigazda Argentína +2-vel, de az utolsó mérkőzésén 6–0-ra verte Perut, így ők jutottak a döntőbe. A braziloknak maradt a bronzmérkőzés, ahol 2–1-re győztek Olaszország ellen. Brazília volt az egyetlen csapat, amelyik veretlenül hozta le a tornát.
Az 1982-es világbajnokságon a brazil csapat olyan nagynevű játékosokból állt, mint: Zico, Sócrates, Falcão és Éder, így nem volt meglepő, hogy a végső győzelemre is esélyes csapatok közé sorolták őket. A csoportkörben a Szovjetuniót 2–1-re, Skóciát 4–1-re, Új-Zélandot pedig 4–1-re verték. A második csoportkörben Argentínát 3–1-re győzték le, majd következett az Olaszország elleni találkozó, amit 3–2 arányban elveszítettek. Ez a világbajnokságok történetének egyik legemlékezetesebb mérkőzése. Az 1982-s csapatot minden idők legerősebb brazil válogatottjaként tartják számon, amelyik nem nyert világbajnokságot.
Néhány játékost, beleértve Zico és Sócrates játszottak a négy évvel későbbi 1986-os mexikói világbajnokságon is. A csoportjukat hibátlanul megnyerték, majd a negyeddöntőben a Michel Platini vezette Franciaországgal találkoztak. A találkozó 1–1-s döntetlennel végződött és a hosszabbításban nem esett további gól, így következtek a büntetők, melyben 4–3-mal a franciák bizonyultak jobbnak.
Negyven év után 1989-ben ismét megnyerték a Copa Américat. A Dél-amerikai kontinenstornán ez volt a negyedik győzelmük. Az 1990-es világbajnokságon Svédországot 2–1-re, Costa Rica-t és Skóciát egyaránt 1–0-ra verték a csoportjukban. A nyolcaddöntőben a Diego Maradona fémjelezte Argentína ellen szenvedtek 1–0-s vereséget.

### Újabb vb-címek (1994–2002)
Huszonnégy év telt el azóta, hogy Brazília utoljára világbajnokságot nyert. Az 1994-es világbajnokságon megszerezték történetük negyedik világbajnoki címét. tagja volt a keretnek: Romário, Bebeto, Dunga, Cláudio Taffarel, Jorginho és még több kiváló játékos. A csoportkörben Oroszországot 2–0-ra, Kamerunt 3–0-ra verték, Svédországgal 1–1-s döntetlent játszottak. A nyolcaddöntőben a házigazda Egyesült Államokat 1–0-val, a negyeddöntőben egy fordulatos mérkőzésen Hollandiát 3–2-vel, az elődöntőben Svédországot 1–0-val búcsúztatták. A döntőben ismét Olaszországgal találkoztak. Maga a döntő nem hozott magas színvonalat és 0–0-s döntetlennel zárult, így az elsőségről a büntetők határoztak. Az olaszok közül többen is hibáztak, így Brazília megszerezte a világbajnoki címet. 1997-ben első alkalommal nyerték meg a konföderációs kupát és begyűjtötték az ötödik Copa América elsőségüket.
Az 1998-as világbajnokságra címvédőként utaztak, ezért nem kellett selejtezőt játszaniuk. Az A csoportban szerepeltek Skócia, Norvégia és Marokkó társaságában. A torna nyitómérkőzését Skócia ellen játszották, amit 2–1-re megnyertek. Ezt követte a Marokkó elleni 3–0-s siker és a Norvégia ellen elszenvedett 2–1-s vereség. A nyolcaddöntőben Chilét verték 4–1-re, majd a negyeddöntőben Dániát egy fordulatos mérkőzésen 3–2-re. Az elődöntőben Hollandiával találkoztak. A rendes játékidő és a hosszabbítás után 1–1-re álltak a felek, így következhettek a büntetők, amiben 4–2 arányban jobbak voltak a brazilok. Megint eljutottak a döntőig, de ezúttal 3–0-s vereséget szenvedtek a házigazda Franciaország ellen. Az 1999-es Copa América döntőjében Rivaldo és Ronaldo góljaival 3–0-ra legyőzték Uruguayt. Ez volt a brazil válogatott hatodik győzelme a sorozatban.
A 2002-es világbajnokságon a Ronaldo, Rivaldo és Ronaldinho fémjelezte brazil válogatott az ötödik világbajnoki címét is megszerezte. A csoportkörben mindhárom ellenfelüket legyőzték. A nyolcaddöntőben Belgiumot 2–0-ra, a negyeddöntőben Angliát 2–1-re, az elődöntőben Törökországot 1–0-ra verték. A jokohamai döntőt Németország ellen játszották és Ronaldo két góljával 2–0-s győzelmet arattak. Ronaldo 8 góllal az aranycipőt is elhódította.

### A 2006-os vb utáni időszak

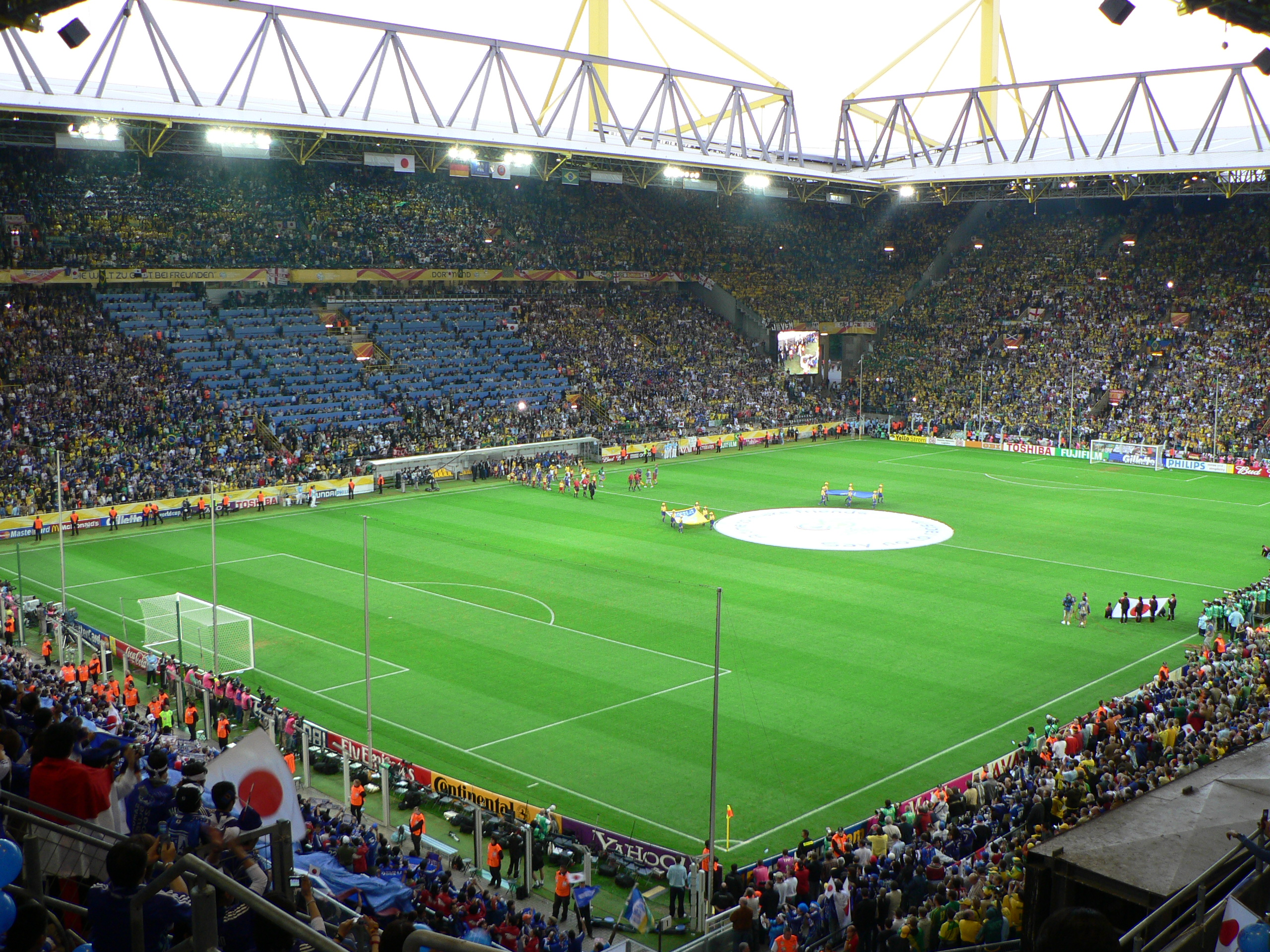
Brazília–Japán mérkőzés a 2006-os vb-n Dortmundban, Németországban.

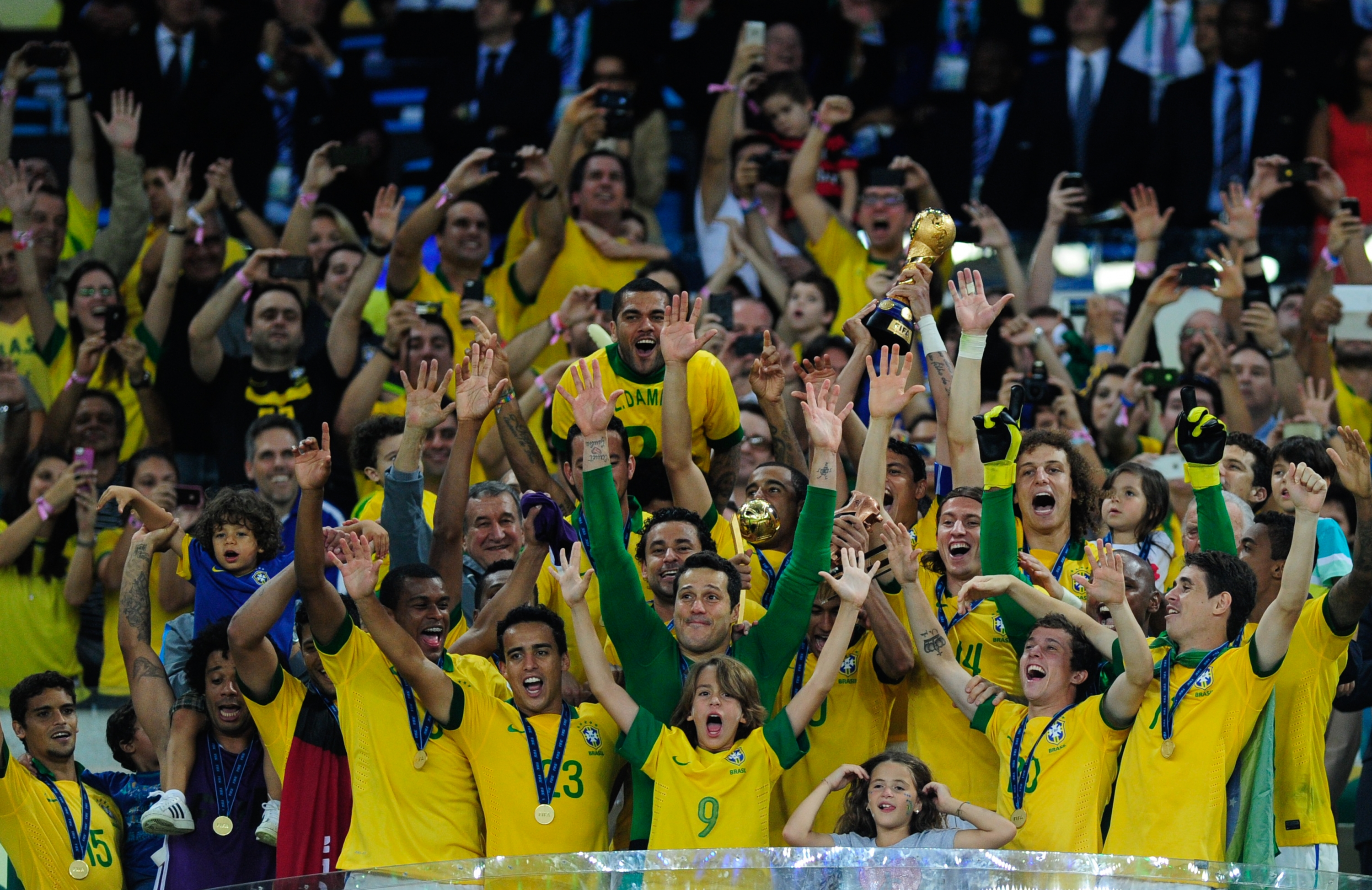
Brazília nyerte a 2013-as konföderációs kupát.

Brazília megnyerte a 2004-es Copa Américát, egy évvel később a 2005-ös konföderációs kupán is megszerezték az első helyet. A szövetségi kapitány Carlos Alberto Parreira 4–2–2–2-s formációban küldte pályára csapatát. A támadóalakzat a Ronaldo, Adriano, Kaká és Ronaldinho négyesre épült.
A 2006-os világbajnokságon az F csoportban szerepeltek. Első két mérkőzésükön Horvátországot 1–0-ra, Ausztráliát 2–0-ra győzték le. Japán ellen 4–1-s győzelmet szereztek. Ronaldo kétszer is betalált ezzel a világbajnokságok történetének legeredményesebb játékosa lett. A legjobb 16 között Ghánát búcsúztatták 3–0-val. A negyeddöntőben Franciaország ellen kaptak ki 1–0-ra és kiestek.
A 2006-os vb után a korábbi válogatott játékost Dungat nevezték ki a kapitányi posztra. Irányításával megnyerték a 2007-es Copa Américát, ahol Robinho kapta az aranycipőt és a torna legjobb játékosának is megválasztották. Két évvel később Brazília megnyerte a 2009-es konföderációs kupát is, ami a harmadik győzelmük volt a kupa történetében. Kaká lett a torna embere, Luís Fabiano pedig a gólkirálya.
A 2010-es világbajnokságon Észak-Koreát 2–1-re, Elefántcsontpartot 3–1-re verték. A harmadik csoportmérkőzésükön Portugáliával 0–0-s döntetlent játszottak. A nyolcaddöntőben Chilét 3–0-ra győzték le. A negyeddöntőben Hollandia ellen szenvedtek 2–1-s vereséget.
2010 júliusában Mano Menezest nevezték ki a szövetségi kapitányi posztra. A 2011-es Copa Américán Paraguaytól kaptak ki a negyeddöntőben és kiestek. A 2014-es világbajnokság házigazdájaként a brazilok nem játszottak tétmérkőzéseket, ezért 2012 júliusában a FIFA-világranglista 11. helyén álltak. Először fordult elő az 1993 óta, hogy a brazil válogatott nem fért be az első tízbe. 2012. Menezest menesztették és a helyére visszatért a korábbi kapitány Luiz Felipe Scolari. 2013. június 6-án a 22. helyen volt a brazil válogatott, ami története leggyengébb eredménye. A 2013-as konföderációs kupát hazai közönség előtt nyerték meg. Spanyolországot a döntőben 3–0-ra verték. Neymart a torna emberének választották, Júlio César pedig megkapta az aranykesztyűt, a legjobb kapusnak járó díjat.

### 2014-es világbajnokság
A 2014-es világbajnokságon Brazília Horvátország, Kamerun és Mexikó társaságában automatikusan az A csoportba került. A torna nyitómérkőzését Horvátország ellen játszották. Marcelo öngóljával a horvátok jutottak előnyhöz, de Neymar és Oscar révén  brazilok fordítani tudtak és 3–1-re nyertek. A sikeres kezdést a Mexikó elleni 0–0 követte. utolsó csoportmérkőzésükön Kamerunt verték 4–1-re. A nyolcaddöntőben Chilével találkoztak. David Luiz góljával megszerezték a vezetést, amit Alexis Sánchez nem sokkal később kiegyenlített. Végül büntetőkkel dőlt el a továbbjutás sorsa, melyben a brazilok bizonyultak jobbnak 3–2 arányban. A negyeddöntőben újabb Dél-amerikai ellenféllel, Kolumbiával kerültek szembe. A brazilok Thiago Silva és David Luiz góljaival 2–1-re győztek, de elveszítették a legjobb emberüket Neymart, aki Juan Camilo Zúñiga belépője után sérült le és a torna hátralévő részében már nem állhatott csapata rendelkezésére. Thiago Silva szintén kihagyta az elődöntőt, miután megkapta második sárga lapját a kolumbiaiak ellen. Az elődöntőben Németországgal találkoztak és súlyos 7–1-s vereséget szenvedtek. Ez Brazília történetének legsúlyosabb veresége világbajnokságon és az első veresége volt hazai pályán 1975 óta. A találkozót Mineirazo néven emlegetik, a „Maracanazo” mintájára, amikor 1950-ben szintén hazai pályán elveszítették a világbajnokságot. A hatalmas kudarc és sokkhatás után azonban még hátravolt a bronzmérkőzés, melyen 3–0-s vereséget szenvedtek Hollandia ellen és így végül a negyedik helyen zártak.

### 2014-et követő időszak
2014 júliusában ismét Dungát nevezték ki szövetségi kapitánynak. Első mérkőzésén 2014. szeptember 5-én Neymar szabadrúgásgóljával 1–0-ra legyőzték Kolumbiát világbajnoki-selejtezőn. A 2015-ös Copa Américát a Peru elleni 2–1-es győzelemmel kezdték, amit a Kolumbia elleni 1–0-ás vereség követett. Venezuelát 2–1-re verték a harmadik csoportmérkőzésen. A negyeddöntőben 1–1-es döntetlent értek el Paraguayjal szemben és büntetőrúgásokkal maradtak alul 4–3 arányban. Lemaradtak a 2017-es konföderációs kupáról, ami az azt megelőző húsz évben egyszer sem fordult elő. Egy évvel később a centenáriumi Copa Américán Ecuador ellen 0–0-ás döntetlennel kezdtek. Haiti 7–1-re megverték, Peru ellen viszont kikaptak 1–0-ra és nem jutottak tovább a csoportból. 

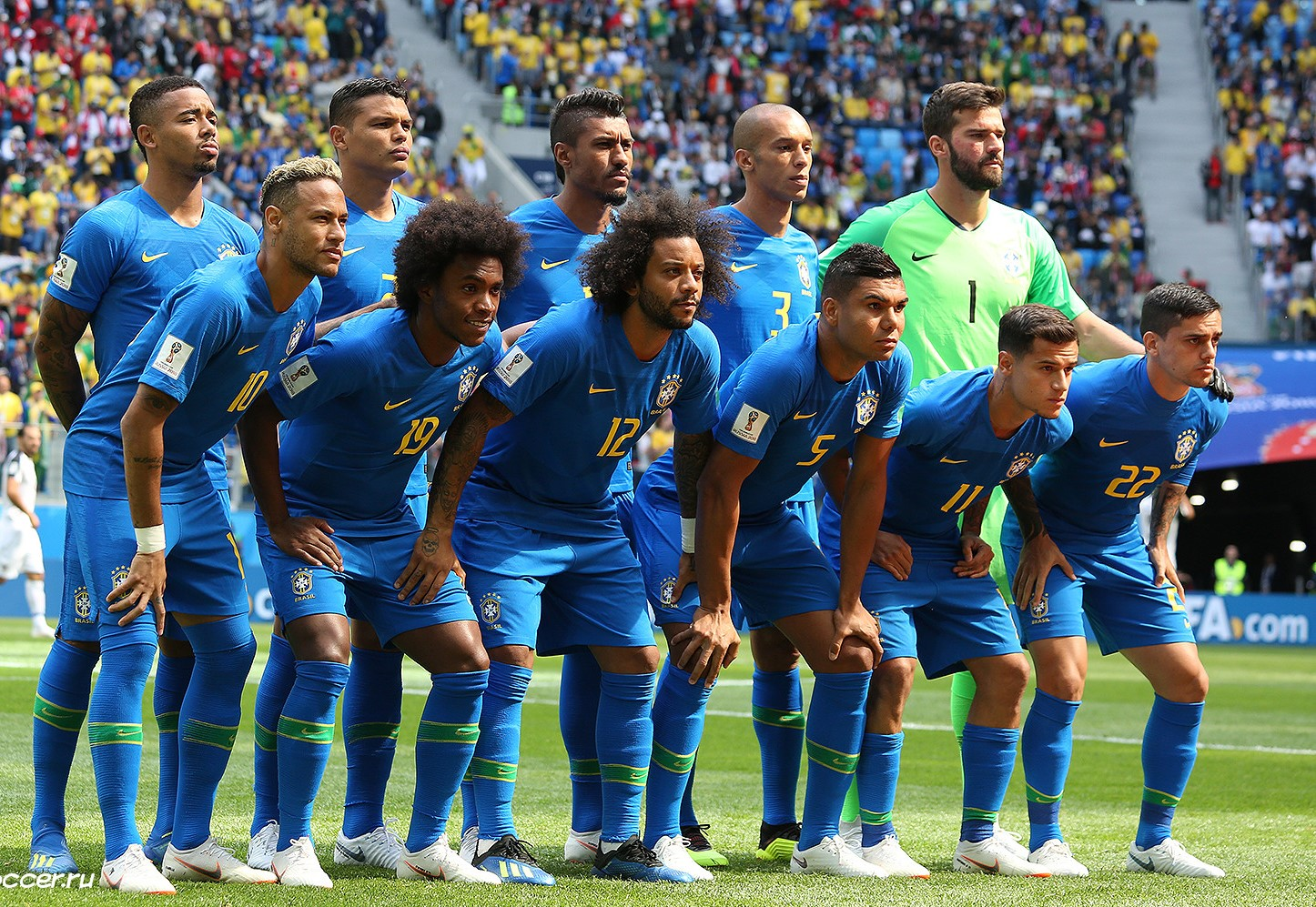
A brazil válogatott a 2018-as világbajnokságon

2016. június 14-én Dungát leváltották és Titét nevezték ki a helyére. A bemutatkozó mérkőzésén 3–0-ra legyőzték Ecuadort, majd azt követően Kolumbiát 2–1-re, Bolíviát 5–0-ra, Venezuelát 2–0-ra, Argentínát 3–0-ra, Perut 2–0-ra, Uruguayt 4–1 verték világbajnoki selejtezőn. A Paraguay elleni 3–0-ás győzelemmel kijutottak a 2018-as világbajnokságra, ahol az E csoportban szerepeltek. Az első csoportmérkőzésen Svájc ellen Philippe Coutinho góljával 1–0-ás előnyre tettek szert, de a vége 1–1-es döntetlen lett. Costa Ricát Coutinho és Neymar hosszabbításban szerzett góljával sikerült 2–0-ra legyőzniük. Szerbiát ugyancsak 2–0-ra verték, ezúttal Paulinho és Thiago Silva voltak a gólszerzők. A nyolcaddöntőben Neymar és Roberto Firmino találatával 2–0-ra verték Mexikót. A negyeddöntőben Belgiumtól kaptak ki 2–1-re és kiestek.
A 2019-es Copa Américának Brazília adott otthont. A csoportkörben Bolíviát 3–0-ra, Perut 5–0-ra verték, Venezuela ellen pedig 0–0-ás döntetlent játszottak. A legjobb nyolc között Paraguayt búcsúztatták büntetőkkel (4–2), az elődöntőben Argentínát győzték le 2–0-ra. A döntőben Peruval találkoztak és 3–1-re győztek. Ez volt a brazil válogatott kilencedik győzelme a Copa América történetében.
A 2021-es Copa Américát beugróként ismét Brazília rendezte meg. A csoportkör északi zónájában Venezuelát 3–0-ra, Perut 4–0-ra és Kolumbiát 2–1-re győzték le, Ecuadorral pedig 1–1-es döntetlent játszottak. A negyeddöntőben Chilét, az elődöntőben Peru búcsúztatták 1–0-ás eredménnyel. A döntőt 1–0-ra elveszítették a rivális Argentínával szemben.
A 2022-es világbajnokságon a G csoportban szerepeltek Kamerun, Svájc és Szerbia társaságában. Szerbia ellen Richarlison duplájának köszönhetően, 2–0-ás győzelemmel kezdték a tornát. A Svájc elleni találkozót Casemiro góljával 1–0-ra megnyerték. A harmadik csoportmérkőzésen Kamerunnal találkoztak és 1–0-ás vereséget szenvedtek. A nyolcaddöntőben 4–1-re győzték le Dél-Koreát. A negyeddöntőben Horvátországgal találkoztak és a rendes játékidőben nem született gól. A kétszer tizenöt perces hosszabbítás első félidejében Neymar góljával megszerezték a vezetést a brazilok, de a horvátoknak sikerült egyenlíteniük és végül büntetőrúgások döntöttek, melyben a horvátok bizonyultak jobbnak és jutottak be az elődöntőbe.

## Nemzetközi eredmények
Világbajnokság
- Világbajnok: 5 alkalommal (1958, 1962, 1970, 1994, 2002)
- Ezüstérmes: 2 alkalommal (1950, 1998)
- Bronzérmes: 2 alkalommal (1938, 1978)
- 4. helyezett: 2 alkalommal (1974, 2014)

Copa América
- Győztes: 9 alkalommal (1919, 1922, 1949, 1989, 1997, 1999, 2004, 2007, 2019)
- Ezüstérmes: 12 alkalommal (1921, 1925, 1937, 1945, 1946, 1953, 1957, 1959, 1983, 1991, 1995, 2021)

Konföderációs kupa
- Győztes: 4 alkalommal (1997, 2005, 2009, 2013)
- Ezüstérmes: 1 alkalommal (1999)

 Olimpiai játékok
- Olimpiai bajnok: 2 alkalommal (2016, 2020)
- Ezüstérmes: 3 alkalommal (1984, 1988, 2012)
- Bronzérmes: 2 alkalommal (1996, 2008)

Pánamerikai bajnokság
- Győztes: 2 alkalommal (1952, 1956)

Pánamerikai játékok
- Győztes: 5 alkalommal (1963, 1975, 1979, 1987, 2023)

Copa Roca
- Győztes: 8 alkalommal 1914, 1922, 1945, 1957, 1960, 1963, 1971, 1976

Copa Río Branco
- Győztes: 7 alkalommal 1931, 1932, 1947, 1950, 1967, 1968, 1976

Oswaldo Cruz-kupa
- Győztes: 8 alkalommal 1950, 1955, 1956, 1958, 1961, 1962, 1968, 1976

Atlanti-kupa
- Győztes: 3 alkalommal 1956, 1960, 1976

### Világbajnoki szereplés

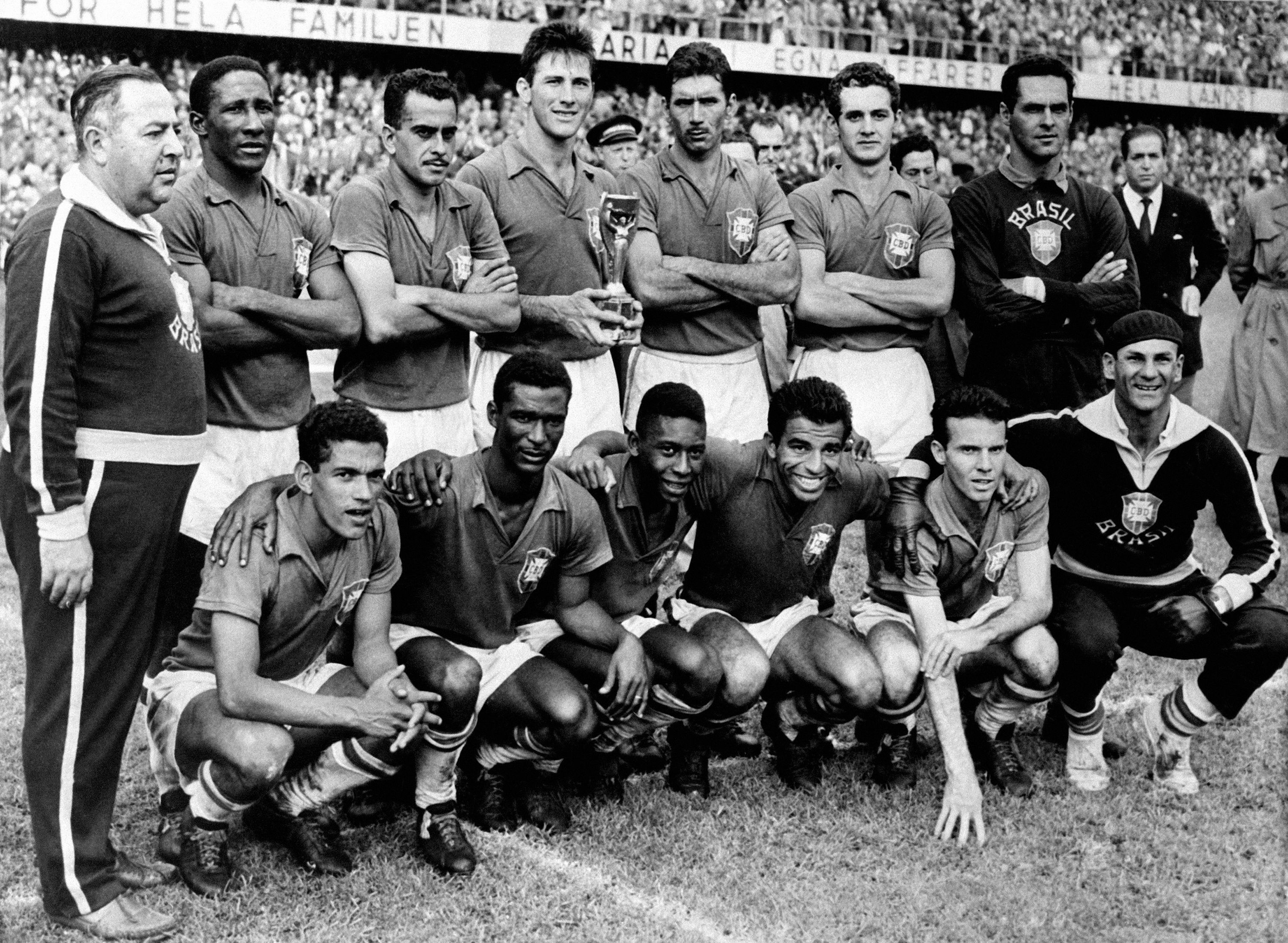
Az 1958-ban világbajnoki címet szerző brazil válogatott

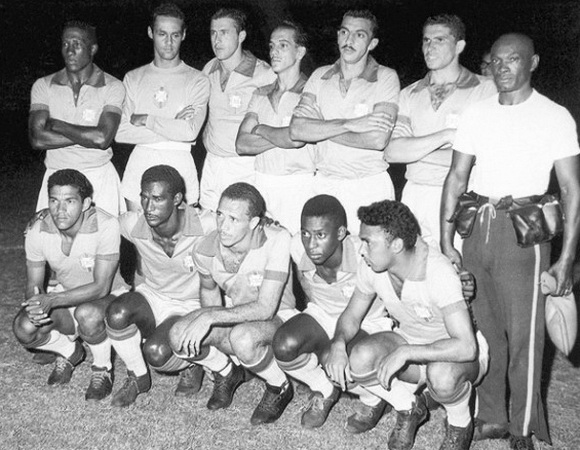
Brazília válogatottja az 1959-es Copa Américan.

| Év       | Eredmény      | Hely.      | M   | Gy | D  | V  | G+  | G–  |
| -------- | ------------- | ---------- | --- | -- | -- | -- | --- | --- |
| 1930     | Csoportkör    | 6.         | 2   | 1  | 0  | 1  | 5   | 2   |
| 1934     | Nyolcaddöntő  | 14.        | 1   | 0  | 0  | 1  | 1   | 3   |
| 1938     | Elődöntő      | 3.         | 5   | 3  | 1  | 1  | 14  | 11  |
| 1950     | Döntő         | 2.         | 6   | 4  | 1  | 1  | 22  | 6   |
| 1954     | Negyeddöntő   | 5.         | 3   | 1  | 1  | 1  | 8   | 5   |
| 1958     | Világbajnok   | 1.         | 6   | 5  | 1  | 0  | 16  | 4   |
| 1962     | Világbajnok   | 1.         | 6   | 5  | 1  | 0  | 14  | 5   |
| 1966     | Csoportkör    | 11.        | 3   | 1  | 0  | 2  | 4   | 6   |
| 1970     | Világbajnok   | 1.         | 6   | 6  | 0  | 0  | 19  | 7   |
| 1974     | Elődöntő      | 4.         | 7   | 3  | 2  | 2  | 6   | 4   |
| 1978     | Bronzérmes    | 3.         | 7   | 4  | 3  | 0  | 10  | 3   |
| 1982     | 2. csoportkör | 5.         | 5   | 4  | 0  | 1  | 15  | 6   |
| 1986     | Negyeddöntő   | 5.         | 5   | 4  | 1  | 0  | 10  | 1   |
| 1990     | Nyolcaddöntő  | 9.         | 4   | 3  | 0  | 1  | 4   | 2   |
| 1994     | Világbajnok   | 1.         | 7   | 5  | 2  | 0  | 11  | 3   |
| 1998     | Döntő         | 2.         | 7   | 4  | 1  | 2  | 14  | 10  |
| 2002     | Világbajnok   | 1.         | 7   | 7  | 0  | 0  | 18  | 4   |
| 2006     | Negyeddöntő   | 5.         | 5   | 4  | 0  | 1  | 10  | 2   |
| 2010     | Negyeddöntő   | 6.         | 5   | 3  | 1  | 1  | 9   | 4   |
| 2014     | Elődöntő      | 4.         | 7   | 3  | 2  | 2  | 11  | 14  |
| 2018     | Negyeddöntő   | 6.         | 5   | 3  | 1  | 1  | 8   | 3   |
| 2022     | Negyeddöntő   | 7.         | 5   | 3  | 1  | 1  | 8   | 3   |
| Összesen | 22 alkalom    | 22 alkalom | 114 | 76 | 19 | 19 | 237 | 108 |

| Év       | Eredmény      | Hely         | M            | Gy           | D            | V            | RG           | KG           |
| -------- | ------------- | ------------ | ------------ | ------------ | ------------ | ------------ | ------------ | ------------ |
| 1916     | Harmadik hely | 3.           | 3            | 0            | 2            | 1            | 3            | 4            |
| 1917     | Harmadik hely | 3.           | 3            | 1            | 0            | 2            | 7            | 8            |
| 1919     | Győztes       | 1.           | 4            | 3            | 1            | 0            | 12           | 3            |
| 1920     | Harmadik hely | 3.           | 3            | 1            | 0            | 2            | 1            | 8            |
| 1921     | Döntő         | 2.           | 3            | 1            | 0            | 2            | 4            | 3            |
| 1922     | Győztes       | 1.           | 5            | 2            | 3            | 0            | 7            | 2            |
| 1923     | Negyedik hely | 4.           | 3            | 0            | 0            | 3            | 2            | 5            |
| 1924     | Visszalépett  | Visszalépett | Visszalépett | Visszalépett | Visszalépett | Visszalépett | Visszalépett | Visszalépett |
| 1925     | Döntő         | 2.           | 4            | 2            | 1            | 1            | 11           | 9            |
| 1926     | Visszalépett  | Visszalépett | Visszalépett | Visszalépett | Visszalépett | Visszalépett | Visszalépett | Visszalépett |
| 1927     | Visszalépett  | Visszalépett | Visszalépett | Visszalépett | Visszalépett | Visszalépett | Visszalépett | Visszalépett |
| 1929     | Visszalépett  | Visszalépett | Visszalépett | Visszalépett | Visszalépett | Visszalépett | Visszalépett | Visszalépett |
| 1935     | Visszalépett  | Visszalépett | Visszalépett | Visszalépett | Visszalépett | Visszalépett | Visszalépett | Visszalépett |
| 1937     | Döntő         | 2.           | 6            | 4            | 0            | 2            | 17           | 11           |
| 1939     | Visszalépett  | Visszalépett | Visszalépett | Visszalépett | Visszalépett | Visszalépett | Visszalépett | Visszalépett |
| 1941     | Visszalépett  | Visszalépett | Visszalépett | Visszalépett | Visszalépett | Visszalépett | Visszalépett | Visszalépett |
| 1942     | Harmadik hely | 3.           | 6            | 3            | 1            | 2            | 15           | 7            |
| 1945     | Döntő         | 2.           | 6            | 5            | 0            | 1            | 19           | 5            |
| 1946     | Döntő         | 2.           | 5            | 3            | 1            | 1            | 13           | 7            |
| 1947     | Visszalépett  | Visszalépett | Visszalépett | Visszalépett | Visszalépett | Visszalépett | Visszalépett | Visszalépett |
| 1949     | Győztes       | 1.           | 8            | 7            | 0            | 1            | 46           | 7            |
| 1953     | Döntő         | 2.           | 7            | 4            | 0            | 3            | 17           | 9            |
| 1955     | Visszalépett  | Visszalépett | Visszalépett | Visszalépett | Visszalépett | Visszalépett | Visszalépett | Visszalépett |
| 1956     | Negyedik hely | 4.           | 5            | 2            | 2            | 1            | 4            | 5            |
| 1957     | Döntő         | 2.           | 6            | 4            | 0            | 2            | 23           | 9            |
| 1959     | Döntő         | 2.           | 6            | 4            | 2            | 0            | 17           | 7            |
| 1959     | Harmadik hely | 3.           | 4            | 2            | 0            | 2            | 7            | 10           |
| 1963     | Ötödik hely   | 5.           | 6            | 2            | 1            | 3            | 12           | 13           |
| 1967     | Visszalépett  | Visszalépett | Visszalépett | Visszalépett | Visszalépett | Visszalépett | Visszalépett | Visszalépett |
| Összesen | 3 győzelem    | 19/29        | 93           | 50           | 14           | 29           | 237          | 132          |

| Év       | Eredmény    | Hely  | M  | Gy | D  | V  | RG  | KG |
| -------- | ----------- | ----- | -- | -- | -- | -- | --- | -- |
| 1975     | Elődöntő    | 3.    | 6  | 5  | 0  | 1  | 16  | 4  |
| 1979     | Elődöntő    | 3.    | 6  | 2  | 2  | 2  | 10  | 9  |
| 1983     | Döntő       | 2.    | 8  | 2  | 4  | 2  | 8   | 5  |
| 1987     | Csoportkör  | 5.    | 2  | 1  | 0  | 1  | 5   | 4  |
| 1989     | Győztes     | 1.    | 7  | 5  | 2  | 0  | 11  | 1  |
| 1991     | Döntő       | 2.    | 7  | 4  | 1  | 2  | 12  | 8  |
| 1993     | Negyeddöntő | 5.    | 4  | 1  | 2  | 1  | 6   | 4  |
| 1995     | Döntő       | 2.    | 6  | 4  | 2  | 0  | 10  | 3  |
| 1997     | Győztes     | 1.    | 6  | 6  | 0  | 0  | 22  | 3  |
| 1999     | Győztes     | 1.    | 6  | 6  | 0  | 0  | 17  | 2  |
| 2001     | Negyeddöntő | 6.    | 4  | 2  | 0  | 2  | 5   | 4  |
| 2004     | Győztes     | 1.    | 6  | 3  | 2  | 1  | 13  | 6  |
| 2007     | Győztes     | 1.    | 6  | 4  | 1  | 1  | 15  | 5  |
| 2011     | Negyeddöntő | 8.    | 4  | 1  | 3  | 0  | 6   | 4  |
| 2015     | Negyeddöntő | 5.    | 4  | 2  | 1  | 1  | 5   | 4  |
| 2016     | Csoportkör  | 9.    | 3  | 1  | 1  | 1  | 7   | 2  |
| 2019     | Győztes     | 1.    | 6  | 4  | 2  | 0  | 13  | 1  |
| 2021     | Döntő       | 2.    | 6  | 4  | 2  | 0  | 10  | 3  |
| Összesen | 6 győzelem  | 18/18 | 97 | 57 | 25 | 15 | 191 | 72 |

| Év       | Eredmény                | Hely                    | M                       | Gy                      | D                       | V                       | Rg                      | Kg                      |
| -------- | ----------------------- | ----------------------- | ----------------------- | ----------------------- | ----------------------- | ----------------------- | ----------------------- | ----------------------- |
| 1908     | Nem indult              | Nem indult              | Nem indult              | Nem indult              | Nem indult              | Nem indult              | Nem indult              | Nem indult              |
| 1912     | Nem indult              | Nem indult              | Nem indult              | Nem indult              | Nem indult              | Nem indult              | Nem indult              | Nem indult              |
| 1920     | Nem indult              | Nem indult              | Nem indult              | Nem indult              | Nem indult              | Nem indult              | Nem indult              | Nem indult              |
| 1924     | Nem jutott be           | Nem jutott be           | Nem jutott be           | Nem jutott be           | Nem jutott be           | Nem jutott be           | Nem jutott be           | Nem jutott be           |
| 1928     | Nem indult              | Nem indult              | Nem indult              | Nem indult              | Nem indult              | Nem indult              | Nem indult              | Nem indult              |
| 1932     | Nem volt labdarúgótorna | Nem volt labdarúgótorna | Nem volt labdarúgótorna | Nem volt labdarúgótorna | Nem volt labdarúgótorna | Nem volt labdarúgótorna | Nem volt labdarúgótorna | Nem volt labdarúgótorna |
| 1936     | Nem indult              | Nem indult              | Nem indult              | Nem indult              | Nem indult              | Nem indult              | Nem indult              | Nem indult              |
| 1948     | Nem indult              | Nem indult              | Nem indult              | Nem indult              | Nem indult              | Nem indult              | Nem indult              | Nem indult              |
| 1952     | Negyeddöntő             | 6.                      | 3                       | 2                       | 0                       | 1                       | 9                       | 6                       |
| 1956     | Nem jutott be           | Nem jutott be           | Nem jutott be           | Nem jutott be           | Nem jutott be           | Nem jutott be           | Nem jutott be           | Nem jutott be           |
| 1960     | Csoportkör              | 6.                      | 3                       | 2                       | 0                       | 1                       | 10                      | 6                       |
| 1964     | Csoportkör              | 9.                      | 3                       | 1                       | 1                       | 1                       | 5                       | 2                       |
| 1968     | Csoportkör              | 11.                     | 3                       | 0                       | 2                       | 1                       | 4                       | 5                       |
| 1972     | Csoportkör              | 12.                     | 3                       | 0                       | 1                       | 2                       | 4                       | 6                       |
| 1976     | Elődöntő                | 4.                      | 5                       | 2                       | 1                       | 2                       | 6                       | 6                       |
| 1980     | Nem jutott be           | Nem jutott be           | Nem jutott be           | Nem jutott be           | Nem jutott be           | Nem jutott be           | Nem jutott be           | Nem jutott be           |
| 1984     | Ezüstérmes              | 2.                      | 6                       | 4                       | 1                       | 1                       | 9                       | 5                       |
| 1988     | Ezüstérmes              | 2.                      | 6                       | 4                       | 1                       | 1                       | 12                      | 4                       |
| 1992     | Nem jutott be           | Nem jutott be           | Nem jutott be           | Nem jutott be           | Nem jutott be           | Nem jutott be           | Nem jutott be           | Nem jutott be           |
| 1996     | Bronzérmes              | 3.                      | 6                       | 4                       | 0                       | 2                       | 16                      | 8                       |
| 2000     | Negyeddöntő             | 6.                      | 4                       | 2                       | 0                       | 2                       | 6                       | 6                       |
| 2004     | Nem jutott be           | Nem jutott be           | Nem jutott be           | Nem jutott be           | Nem jutott be           | Nem jutott be           | Nem jutott be           | Nem jutott be           |
| 2008     | Bronzérmes              | 3.                      | 6                       | 5                       | 0                       | 1                       | 14                      | 3                       |
| 2012     | Ezüstérmes              | 2.                      | 6                       | 5                       | 0                       | 1                       | 16                      | 7                       |
| 2016     | Olimpiai bajnok         | 1.                      | 6                       | 3                       | 3                       | 0                       | 13                      | 1                       |
| Összesen | Olimpiai bajnok         | 13/25                   | 53                      | 29                      | 10                      | 14                      | 124                     | 65                      |

| Év       | Eredmény      | Helyezés      | M             | Gy            | D             | V             | Rg            | Kg            |
| -------- | ------------- | ------------- | ------------- | ------------- | ------------- | ------------- | ------------- | ------------- |
| 1992     | Nem jutott be | Nem jutott be | Nem jutott be | Nem jutott be | Nem jutott be | Nem jutott be | Nem jutott be | Nem jutott be |
| 1995     | Nem jutott be | Nem jutott be | Nem jutott be | Nem jutott be | Nem jutott be | Nem jutott be | Nem jutott be | Nem jutott be |
| 1997     | Győztes       | 1.            | 5             | 4             | 1             | 0             | 14            | 2             |
| 1999     | Döntő         | 2.            | 5             | 4             | 0             | 1             | 18            | 6             |
| 2001     | Elődöntő      | 4.            | 5             | 1             | 2             | 2             | 3             | 3             |
| 2003     | Csoportkör    | 5.            | 3             | 1             | 1             | 1             | 3             | 3             |
| 2005     | Győztes       | 1.            | 5             | 3             | 1             | 1             | 12            | 6             |
| 2009     | Győztes       | 1.            | 5             | 5             | 0             | 0             | 14            | 5             |
| 2013     | Győztes       | 1.            | 5             | 5             | 0             | 0             | 14            | 3             |
| 2017     | Nem jutott be | Nem jutott be | Nem jutott be | Nem jutott be | Nem jutott be | Nem jutott be | Nem jutott be | Nem jutott be |
| Összesen | 4 győzelem    | 7/10          | 33            | 23            | 5             | 5             | 78            | 28            |

## Mezek a válogatott története során
A brazil labdarúgó-válogatott első hivatalos meze fehér színű volt, kék gallérral. Az 1950-es labdarúgó-világbajnokság végéig a kék és a fehér alkotta a válogatott szerelésének fő színeit. Ekkor azonban hazai pályán a brazilok elveszítették a világbajnokságot és a mezt rengeteg kritika érte. a Brazil Sport-szövetség ezért engedélyezte a Correio da Manhã nevezetű újságnak, hogy egy pályázatot írjon ki az új mez megtervezésére. Feltétel volt, hogy az új meznek tartalmaznia kell a brazil zászló 4 hivatalos színét. A győztes tervet egy 19 esztendős pelotasi férfi, Aldyr Garcia Schlee készítette.
Hazai
| 1914–1917 | 1917 | 1917 | 1917 | 1918–1919 | 1919–1938 | 1945–1949 | 1954–1974 |

| 1978 | 1986–1990 | 1988 (olimpia) | 1994–1997 | 1997 | 1998–2001 | 2002–2004 | 2004–2006 |

| 2006–2007 | 2007–2010 | 2010–2011 | 2011–2012 | 2012–2013 | 2013–2014 | 2014–2016 | 2016– |

Idegenbeli
| 1938–1948 | 1949–1953 | 1958 | 1994 | 1997 | 2002–2004 | 2004–2006 | 2007–2010 |

| 2010–2011 | 2011–2012 | 2012–2013 | 2013–2014 | 2014–2016 | 2016– |

## Játékosok

### Játékoskeret
A brazil válogatott 26 fős kerete a 2024-es Copa América mérkőzéseire.
A pályára lépések és gólok száma a 2024. június 12-én  Egyesült Államok elleni mérkőzés után lett frissítve.
| 1  | K  | Alisson            | 1992. október 2. (32 éves)    | 65 | 0  | Liverpool               |  |  |
| 12 | K  | Bento              | 1999. június 10. (25 éves)    | 2  | 0  | Athletico Paranaense    |  |  |
| 23 | K  | Rafael             | 1989. június 23. (35 éves)    | 0  | 0  | São Paulo               |  |  |
|    |    |                    |                               |    |    |                         |  |  |
| 2  | V  | Danilo             | 1991. július 15. (33 éves)    | 57 | 1  | Juventus                |  |  |
| 3  | V  | Éder Militão       | 1998. január 18. (27 éves)    | 31 | 3  | Real Madrid             |  |  |
| 4  | V  | Marquinhos         | 1994. május 14. (31 éves)     | 85 | 7  | Paris Saint-Germain     |  |  |
| 6  | V  | Wendell            | 1993. július 20. (31 éves)    | 3  | 0  | Porto                   |  |  |
| 13 | V  | Yan Couto          | 2002. június 3. (22 éves)     | 4  | 0  | Girona                  |  |  |
| 14 | V  | Gabriel Magalhães  | 1997. december 19. (27 éves)  | 6  | 1  | Arsenal                 |  |  |
| 16 | V  | Guilherme Arana    | 1997. április 14. (28 éves)   | 7  | 0  | Atlético Mineiro        |  |  |
| 17 | V  | Lucas Beraldo      | 2003. november 24. (21 éves)  | 3  | 0  | Paris Saint-Germain     |  |  |
| 25 | V  | Gleison Bremer     | 1997. március 18. (28 éves)   | 5  | 0  | Juventus                |  |  |
|    |    |                    |                               |    |    |                         |  |  |
| 5  | KP | Bruno Guimarães    | 1997. november 16. (27 éves)  | 22 | 1  | Newcastle United        |  |  |
| 8  | KP | Lucas Paquetá      | 1997. augusztus 27. (27 éves) | 46 | 10 | West Ham United         |  |  |
| 15 | KP | João Gomes         | 2001. február 12. (24 éves)   | 4  | 0  | Wolverhampton Wanderers |  |  |
| 18 | KP | Douglas Luiz       | 1998. május 9. (27 éves)      | 15 | 0  | Aston Villa             |  |  |
| 19 | KP | Andreas Pereira    | 1996. január 1. (29 éves)     | 5  | 1  | Fulham                  |  |  |
| 24 | KP | Éderson            | 1999. július 7. (25 éves)     | 1  | 0  | Atalanta                |  |  |
|    |    |                    |                               |    |    |                         |  |  |
| 7  | CS | Vinícius Júnior    | 2000. július 12. (24 éves)    | 30 | 3  | Real Madrid             |  |  |
| 9  | CS | Endrick            | 2006. július 21. (18 éves)    | 6  | 3  | Real Madrid             |  |  |
| 10 | CS | Rodrygo            | 2001. január 9. (24 éves)     | 23 | 6  | Real Madrid             |  |  |
| 11 | CS | Raphinha           | 1996. december 14. (28 éves)  | 23 | 6  | Barcelona               |  |  |
| 20 | CS | Sávio              | 2004. április 10. (21 éves)   | 3  | 0  | Girona                  |  |  |
| 21 | CS | Evanilson          | 1999. október 6. (25 éves)    | 1  | 0  | Porto                   |  |  |
| 22 | CS | Gabriel Martinelli | 2001. június 18. (23 éves)    | 11 | 2  | Arsenal                 |  |  |
| 26 | CS | Pepê               | 1997. február 24. (28 éves)   | 2  | 0  | Porto                   |  |  |

## Válogatottsági rekordok
Az adatok 2022. december 9. állapotoknak felelnek meg.
- A még aktív játékosok félkövérrel vannak megjelölve.

### Legtöbbször pályára lépett játékosok

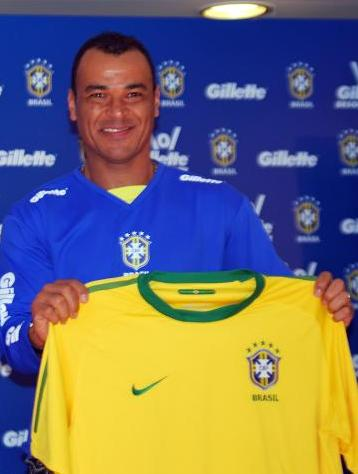
Cafu a válogatottsági rekorder 142 mérkőzéssel.

| # | Játékos          | Időszak   | Vál. | Gól |
| - | ---------------- | --------- | ---- | --- |
| 1 | Cafu             | 1990–2006 | 142  | 5   |
| 2 | Dani Alves       | 2006–     | 126  | 8   |
| 3 | Roberto Carlos   | 1992–2006 | 125  | 11  |
| 4 | Neymar           | 2010–     | 124  | 77  |
| 5 | Thiago Silva     | 2008–     | 113  | 7   |
| 6 | Lúcio            | 2000–2011 | 105  | 4   |
| 7 | Cláudio Taffarel | 1988–1998 | 101  | 0   |
| 8 | Robinho          | 2003–2017 | 100  | 28  |
| 9 | Djalma Santos    | 1952–1968 | 98   | 3   |
| 9 | Ronaldo          | 1994–2011 | 98   | 62  |

### Legtöbb gólt szerző játékosok
| #  | Játékos    | Időszak   | Gól | Vál | Átlag |
| -- | ---------- | --------- | --- | --- | ----- |
| 1  | Pelé       | 1957–1971 | 77  | 92  | 0.84  |
| 1  | Neymar     | 2010–     | 77  | 124 | 0.62  |
| 3  | Ronaldo    | 1994–2011 | 62  | 98  | 0.63  |
| 4  | Romário    | 1987–2005 | 55  | 70  | 0.78  |
| 5  | Zico       | 1976–1986 | 48  | 71  | 0.67  |
| 6  | Bebeto     | 1985–1998 | 39  | 75  | 0.52  |
| 7  | Rivaldo    | 1993–2003 | 35  | 74  | 0.46  |
| 8  | Jairzinho  | 1964–1982 | 33  | 81  | 0.40  |
| 8  | Ronaldinho | 1999–2013 | 33  | 97  | 0.34  |
| 10 | Ademir     | 1945–1953 | 32  | 39  | 0.82  |
| 10 | Tostão     | 1966–1972 | 32  | 54  | 0.59  |

### Ismert játékosok
- Ademir
- Ademir da Guia
- Adriano
- Aldair
- Amarildo
- Bebeto
- Bellini
- Brito
- Cafu
- Careca
- Carlos Alberto
- Canhoteiro
- Carpegiani
- Taffarel
- Clodoaldo
- Coutinho
- Dario
- Dida
- Didi
- Dirceu
- Djalma Santos
- Domingos da Guia
- Dorval
- Dunga
- Éder
- Edinho
- Edmundo
- Falcão
- Félix
- Friedenreich
- Garrincha
- Gérson
- Gilmar
- Jair da Costa
- Jairzinho
- Juninho
- Júnior
- Kaká
- Leandro
- Leão
- Leonardo
- Leônidas
- Müller
- Luizinho
- Marcelo
- Márcio Santos
- Marcos
- Marinho Chagas
- Mauro Ramos
- Moacir Barbosa
- Neymar
- Nílton Santos
- Orlando
- Oscar
- Oscar
- Pelé
- Pepe
- Piazza
- Raí
- Roberto Rivellino
- Rivaldo
- Roberto Carlos
- Roberto Dinamite
- Robinho
- Romário
- Ronaldinho
- Ronaldo
- Serginho Chulapa
- Sócrates
- Toninho Cerezo
- Tostão
- Vavá
- Waldir Peres
- Zé Roberto
- Zico
- Zito
- Zizinho

## Szövetségi kapitányok
- Adhemar Pimenta (1936–1938; 1942)
- Flávio Costa (1944–1950; 1955; 1956)
- Zezé Moreira (1952; 1954–1955)
- Aymoré Moreira (1953)
- Vicente Feola (1955)
- Osvaldo Brandão (1955–1956; 1957)
- Teté (1956)
- Silvio Pirilo (1957)
- Pedrinho (1957)
- Vicente Feola – 1958-as vb (1958–1959, 1960)
- Gentil Cardoso (1959)
- Oswaldo Rolla (1960)
- Aymoré Moreira – 1962-es vb (1961–1963)
- Vicente Feola (1964–1967)
- Dorival Yustrich (1968)
- João Saldanha (1969–1970)
- Mário Zagallo – 1970-es vb (1970–1974)
- Osvaldo Brandão (1975–1977)
- Cláudio Coutinho (1977–1980)
- Telê Santana (1980–1982)

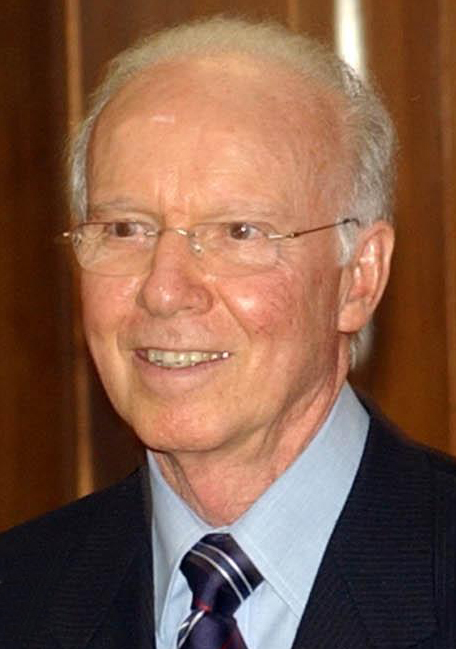
Mário Zagallo 1958-ban és 1962-ben játékosként, 1970-ben szövetségi kapitányként lett világbajnok.

- Carlos Alberto Parreira (1983)
- Edu (1983–1984)
- Evaristo de Macedo (1984–1985)
- Telê Santana (1985–1986)
- Carlos Alberto Silva (1987–1988)
- Sebastião Lazaroni (1989–1990)
- Paulo Roberto Falcão (1991)
- Carlos Alberto Parreira – 1994-es vb (1991–1994)
- Mário Zagallo (1995–1998)
- Vanderlei Luxemburgo (1998–2000)
- Émerson Leão (2000–2001)
- Luiz Felipe Scolari – 2002-es vb (2001–2002)
- Carlos Alberto Parreira (2002–2006)
- Dunga (2006–2010)
- Mano Menezes (2010–2012)
- Luiz Felipe Scolari (2012–2014)
- Dunga (2014–2016)
- Tite (2016–2022)
- Ramon Menezes (2023–) (megbízott)